# هگزاکلروسیکلوهگزا-۲و۵-دی‌ان-۱-ان
هگزاکلروسیکلوهگزا-۲و۵-دی‌ان-۱-ان (به انگلیسی: Hexachlorocyclohexa-2,5-dien-1-one) یک ترکیب شیمیایی با شناسه پاب‌کم ۶۹۰۲۹ است. 